# Kalel, 15
Kalel, 15 (stilizzato come KALEL, 15) è un film del 2019 diretto da Jun Robles Lana.

## Trama
La vita del giovane Kalel è piena di segreti che devono restare tali: è figlio illegittimo di un prete, sua madre ha una relazione con un uomo sposato e sua sorella ha avuto un aborto in giovane età. Insicuro per natura e cresciuto sentendosi che deve vergognarsi per peccati che non ha commesso, il ragazzo finisce per cercare incautamente l'amore con perfetti sconosciuti che ha conosciuto su internet. Quando, all'età di 15 anni, gli viene diagnosticata l'AIDS, la sua già fragile esistenza viene completamente sconvolta.

## Riconoscimenti
- 2019 - Tallinn Black Nights Film Festival
  - Miglior regia
- 2019 - FAMAS Awards
  - Nomination Miglior montaggio
- 2020 - Gawad Urian Awards[1]
  - Miglior attore a Elijah Canlas
  - Miglior sceneggiatura
  - Nomination Miglior film
  - Nomination Miglior regia
  - Nomination Miglior fotografia
  - Nomination Miglior montaggio
  - Nomination Miglior colonna sonora
  - Nomination Miglior suono
  - Nomination Miglior scenografia
- 2020 - FAMAS Awards[2][3]
  - FAMAS Award al Miglior attore a Elijah Canlas (vinto ex aequo con Kristoffer King per Verdict)
  - FAMAS Netizens' Choice al Miglior attore a Elijah Canlas
  - Nomination Miglior film
  - Nomination Miglior regia
  - Nomination Miglior sceneggiatura
  - Nomination Miglior fotografia
  - Nomination Miglior scenografia
  - Nomination Miglior colonna sonora
  - Nomination Miglior suono
- 2020 - Asian Film Festival Rome[4][5][6][7][8][9]
  - Miglior attore a Elijah Canlas